# Are You Shpongled?
Albums de Shpongle
Tales of the Inexpressible
(2001)
Are You Shpongled? est le premier des cinq albums sortis par Shpongle.

## Pistes
1. "Shpongle Falls"  – 8:33
2. "Monster Hit"  – 8:57
3. "Vapour Rumours"  – 10:26
4. "Shpongle Spores"  – 7:16
5. "Behind Closed Eyelids"  – 12:29
6. "Divine Moments of Truth"  – 10:20
7. "... And the Day Turned to Night"  – 19:57

## Anecdotes
- Le titre "Divine Moments of Truth" est un hommage aux psychotrope dont la diméthyltryptamine (DMT).
- "Monster Hit" contient un échantillon du cd "Deepest India" de Zero-G.
- Le son chamanique du début de "Divine Moments of Truth" provient de la compilation Vocal Planet de Spectrasonics.
- Le morceau "Vapour Rumours" contient un échantillon de l'épisode Dos au monde de la série télévisée Au-delà du réel : L'aventure continue
- "Behind Closed Eyelids" contient une partie d'un discours d'entretien avec Aldous Huxley dont le titre est dérivé.